# Nati il 21 gennaio
| Questa pagina contiene informazioni ricavate automaticamente dalle voci biografiche con l'ausilio del template Bio e di un bot. L'aggiornamento è periodico e automatico e ricostruisce completamente la pagina. Se manca una persona in questa lista, sei pregato di non aggiungerla, ma accertati piuttosto che la sua voce biografica contenga il template Bio e che i dati anagrafici siano correttamente compilati. Se il template Bio manca, inseriscilo tu stesso o, in alternativa, metti l'avviso {{tmp\|Bio}} che ne segnala la mancanza. Se i dati riportati sono sbagliati, correggi direttamente la voce biografica; le modifiche saranno visibili in questa lista entro pochi giorni. Per chiarimenti vedi il progetto biografie. La lista contiene solo le 1.316 persone che sono citate nell'enciclopedia e per le quali è stato implementato correttamente il template Bio. Pagina aggiornata al 17 ago 2025. |

## I secolo(1)
- 63 - Claudia Augusta, nobile († 63)

## XI secolo(1)
- 1082 - Muhammad I, sultano turco († 1118)

## XII secolo(1)
- 1110 - Amedeo di Losanna, santo francese († 1159)

## XIII secolo(2)
- 1264 - Alessandro di Scozia, nobile scozzese († 1284)
- 1277 - Galeazzo I Visconti, nobile italiano († 1328)

## XIV secolo(1)
- 1338 - Carlo V di Francia, sovrano († 1380)

## XV secolo(1)
- 1493 - Giovanni Poggio, cardinale e vescovo cattolico italiano († 1556)

## XVI secolo(4)
- 1537 - Anton Maria Salviati, cardinale e vescovo italiano († 1602)
- 1568 - Caterina di Nevers, nobile francese († 1629)
- 1571 - Johannes Isacius Pontanus, storiografo danese († 1639)
- 1592 - Francesco III Boncompagni, cardinale e arcivescovo cattolico italiano († 1641)

## XVII secolo(10)
- 1612 - Enrico Casimiro I di Nassau-Dietz, conte († 1640)
- 1613 - George Gillespie, teologo scozzese († 1648)
- 1636 - Melchiorre Cafà, scultore maltese († 1667)
- 1655 - Antonio Molinari, pittore italiano († 1704)
- 1657 - Francesco Cupani, botanico italiano († 1710)
- 1659 - Adriaen van der Werff, pittore olandese († 1722)
- 1662 - Franz Ehrenreich von Trauttmannsdorff, diplomatico e nobile austriaco († 1719)
- 1675 - Sibilla di Sassonia-Lauenburg, principessa sassone († 1733)
- 1691 - Ippolito Rossi, nobile e vescovo cattolico italiano († 1775)
- 1698 - Augusta Luisa di Württemberg-Oels, nobile tedesca († 1739)

## XVIII secolo(42)
- 1703 - Giovanni Cappannini, fantino italiano
- 1705 - Isaac Hawkins Browne, politico e poeta inglese († 1760)
- 1712 - Antonio Maria Erba Odescalchi, cardinale italiano († 1762)
- 1714 - Anna Morandi Manzolini, anatomista e scultrice italiana († 1774)
- 1717 - Antonio María de Bucareli y Ursúa, ufficiale spagnolo († 1779)
- 1725 - Louis Jean François Lagrenée, pittore francese († 1805)
- 1725 - Jiří Ignác Linek, compositore e insegnante ceco († 1791)
- 1732 - Federico II Eugenio di Württemberg, nobile tedesco († 1797)
- 1733 - Antonio Francesco Frisi, scrittore e storico italiano († 1817)
- 1735 - Johann Gottfried Eckard, pianista e compositore tedesco († 1809)
- 1737 - Giustiniana Wynne, scrittrice italiana († 1791)
- 1746 - Madame de Genlis, scrittrice francese († 1830)
- 1748 - Maksim Maksimovič Alopeus, diplomatico russo († 1822)
- 1749 - Chaim Ickovits, filosofo e teologo polacco († 1821)
- 1750 - Algernon Percy, I conte di Beverly, nobile e politico inglese († 1830)
- 1756 - Claude François Chauveau-Lagarde, avvocato e giurista francese († 1841)
- 1759 - Giuseppe Antonio Abbamonte, patriota e politico italiano († 1818)
- 1759 - Alois Jozef Krakovský z Kolovrat, nobile e arcivescovo cattolico ceco († 1833)
- 1763 - Augustin de Robespierre, politico francese († 1794)
- 1765 - Tommaso Prelà, medico italiano († 1846)
- 1767 - François-Léonor de Tournély, presbitero francese († 1797)
- 1768 - Vincent Martel Deconchy, militare francese († 1823)
- 1768 - Giuseppe Venturoli, ingegnere italiano († 1846)
- 1769 - Francisco Novella Azabal Pérez y Sicardo, generale spagnolo († 1822)
- 1769 - Leopold von Plessen, politico tedesco († 1837)
- 1770 - Cesare Albertini, patriota italiano († 1833)
- 1772 - Luigia Pallavicini, nobildonna italiana († 1841)
- 1775 - Manuel García, tenore, compositore e impresario teatrale spagnolo († 1832)
- 1777 - Sebastian Jenull, giurista austriaco († 1848)
- 1783 - Charles Léopold Laurillard, naturalista francese († 1853)
- 1784 - Peter de Wint, pittore inglese († 1849)
- 1784 - Edmund Lockyer, militare e esploratore britannico († 1860)
- 1784 - Carlo Augusto del Palatinato-Zweibrücken, nobile e militare tedesco († 1812)
- 1788 - Nicolò de Miniussi, generale e diplomatico austriaco († 1868)
- 1788 - William Henry Smyth, astronomo e ammiraglio britannico († 1865)
- 1791 - Padre Davide da Bergamo, religioso, organista e compositore italiano († 1863)
- 1796 - Maria d'Assia-Kassel, nobildonna († 1880)
- 1796 - Jean-François Legendre-Héral, scultore francese († 1851)
- 1797 - Jodocus Sebastiaen van den Abeele, pittore belga († 1855)
- 1797 - Ignazio Calvi, scacchista e compositore di scacchi italiano († 1872)
- 1797 - Joseph Méry, scrittore, drammaturgo e librettista francese († 1866)
- 1800 - Theodor Fliedner, pastore protestante tedesco († 1864)

## XIX secolo(217)
- 1801 - Matteo Annibale Arnaldi, generale italiano († 1859)
- 1801 - John Batman, esploratore e imprenditore australiano († 1839)
- 1801 - Christian Heinrich Grosch, architetto norvegese († 1865)
- 1801 - Grigorij Lapčenko, pittore ucraino († 1876)
- 1801 - Achille Murat, politico e militare statunitense († 1847)
- 1802 - Karl Borromäus Philipp zu Schwarzenberg, politico e militare austriaco († 1858)
- 1803 - Hensleigh Wedgwood, filologo, lessicografo e linguista britannico († 1891)
- 1804 - François-Gabriel Lépaulle, pittore e costumista francese († 1886)
- 1804 - Moritz von Schwind, pittore austriaco († 1871)
- 1808 - Pietro Castiglia, politico italiano († 1879)
- 1808 - Léon Riesener, pittore francese († 1878)
- 1808 - Juan Crisóstomo Torrico, politico peruviano († 1875)
- 1808 - Bronisław Trentowski, filosofo e slavista polacco († 1869)
- 1809 - Sinjeong di Joseon, regina coreana († 1890)
- 1810 - Pierre Louis Charles de Failly, generale francese († 1892)
- 1810 - Rodolfo Varano, politico e funzionario italiano († 1882)
- 1811 - Roderich Benedix, commediografo, attore teatrale e direttore teatrale tedesco († 1873)
- 1811 - Annibale Capalti, cardinale italiano († 1877)
- 1811 - James Hamilton, I duca di Abercorn, nobile e politico britannico († 1885)
- 1812 - Moses Hess, filosofo, politico e attivista tedesco († 1875)
- 1813 - Carlo Folino, avvocato italiano
- 1813 - John Charles Frémont, generale, politico e botanico statunitense († 1890)
- 1813 - Giovanni Manna, giurista e politico italiano († 1865)
- 1813 - Giuseppe Montanelli, scrittore, patriota e politico italiano († 1862)
- 1814 - Johann Georg Theodor Grässe, bibliografo e storico della letteratura tedesco († 1885)
- 1815 - Aleksandr Ivanovič Terebenëv, scultore russo († 1859)
- 1815 - Horace Wells, dentista statunitense († 1848)
- 1816 - Adrien Guignet, pittore francese († 1854)
- 1816 - Domenico Monti, funzionario e politico italiano († 1873)
- 1817 - Amalie Mánesová, pittrice ceca († 1883)
- 1817 - Salvatore Pappalardo, compositore italiano († 1884)
- 1819 - Enea Becheroni, scultore italiano († 1855)
- 1819 - Anton von Petz, ammiraglio austriaco († 1885)
- 1820 - Egide Walschaerts, ingegnere meccanico belga († 1901)
- 1821 - Vincențiu Babeș, avvocato, giornalista e politico rumeno († 1907)
- 1824 - Thomas Jonathan Jackson, generale statunitense († 1863)
- 1824 - Bertha Valerius, pittrice e fotografa svedese († 1895)
- 1826 - Carlo Baravalle, scrittore italiano († 1900)
- 1827 - Giovanni Giordano Lanza, disegnatore e pittore italiano († 1898)
- 1827 - Friedrich Revertera von Salandra, diplomatico, politico e nobile austriaco († 1904)
- 1828 - Clémence de Grandval, pianista e compositrice francese († 1907)
- 1829 - Ludovico Bettoni, patriota e politico italiano († 1901)
- 1829 - Paul Leopold Haffner, vescovo cattolico tedesco († 1899)
- 1829 - Silvino Olivieri, militare e patriota italiano († 1856)
- 1829 - Oscar II di Svezia, sovrano svedese († 1907)
- 1829 - Carmelo Sciuto Patti, architetto, ingegnere e geologo italiano († 1898)
- 1830 - Liu Kunyi, politico e militare cinese († 1902)
- 1831 - Nicola Cantalamessa Papotti, scultore italiano († 1910)
- 1833 - Edoardo Chiossone, incisore italiano († 1898)
- 1833 - Eduard Engelmann, pattinatore artistico su ghiaccio e imprenditore austriaco († 1897)
- 1834 - Ciro Goiorani, scrittore e giornalista italiano († 1908)
- 1834 - Johannes Von Euch, vescovo cattolico tedesco († 1922)
- 1837 - Georg Baumgarten, pioniere dell'aviazione tedesco († 1884)
- 1839 - Caterina Volpicelli, religiosa italiana († 1894)
- 1840 - Sophia Jex-Blake, medico inglese († 1912)
- 1841 - Giuseppe Nodari, patriota, pittore e medico italiano († 1898)
- 1841 - Édouard Schuré, scrittore, critico letterario e poeta francese († 1929)
- 1842 - Albert Dumont, grecista e archeologo francese († 1884)
- 1842 - Alferd Packer, assassino statunitense († 1907)
- 1843 - Émile Levassor, ingegnere e pilota automobilistico francese († 1897)
- 1843 - Domenico Pesenti, pittore e antiquario italiano († 1918)
- 1843 - Giulio Peyrot, avvocato e politico italiano († 1896)
- 1844 - Mírzá Muḥammad, personalità religiosa iraniano († 1914)
- 1845 - Harriet Backer, pittrice norvegese († 1932)
- 1846 - Charles Edward Faxon, illustratore e botanico statunitense († 1918)
- 1846 - Nathaniel E. Harris, politico statunitense († 1929)
- 1846 - Albert Lavignac, teorico della musica e compositore francese († 1916)
- 1846 - Nicolás Mihanovich, imprenditore austro-ungarico († 1929)
- 1847 - Joseph Achille Le Bel, chimico francese († 1930)
- 1847 - Edward Aleksander Raczyński, nobile e collezionista d'arte polacco († 1926)
- 1848 - Luís Cruls, astronomo belga († 1908)
- 1848 - Henri Duparc, compositore francese († 1933)
- 1849 - Leopoldo Giunti, militare e politico italiano († 1927)
- 1850 - Carlo Avallone, ammiraglio italiano († 1926)
- 1851 - Giuseppe Allamano, presbitero italiano († 1926)
- 1851 - Pietro Frugoni, generale italiano († 1940)
- 1851 - Dante Tavanti, fantino italiano († 1901)
- 1852 - Vincenzo Bindi, storico e umanista italiano († 1928)
- 1852 - Mark Francis Napier, politico e dirigente d'azienda britannico († 1919)
- 1852 - Lorenzo Tenchini, medico italiano († 1906)
- 1854 - Karl Julius Beloch, storico tedesco († 1929)
- 1854 - Riccardo Cattaneo, giurista e politico italiano († 1931)
- 1854 - Eusapia Palladino, italiana († 1918)
- 1855 - Ernest Chausson, compositore francese († 1899)
- 1855 - Joseph Leydet, magistrato francese († 1919)
- 1855 - Giovanni Battista Manzella, presbitero e scrittore italiano († 1937)
- 1855 - Maria Luisa di Borbone-Due Sicilie, principessa († 1874)
- 1855 - Marco Sbriziolo, chimico italiano († 1925)
- 1856 - Adi'b Ishaq ad-Dimashqi, letterato siriano († 1885)
- 1856 - Édouard Crémieux, pittore francese († 1944)
- 1856 - Virginia Olper Monis, scrittrice italiana († 1919)
- 1858 - Friedrich Blochmann, zoologo e microbiologo tedesco († 1931)
- 1858 - Mel Bonis, compositrice francese († 1937)
- 1859 - Carlo Donati, avvocato e politico italiano († 1908)
- 1859 - Guido Novak von Arienti, generale austriaco († 1928)
- 1860 - Antonio Raimondi, magistrato e politico italiano († 1950)
- 1861 - Werner Alberti, tenore, pedagogo e attore cinematografico tedesco († 1934)
- 1861 - Gaetano Bonoris, banchiere italiano († 1923)
- 1861 - Oscar Eagle, regista statunitense († 1930)
- 1861 - Louis de Grandmaison, generale francese († 1915)
- 1862 - Arthur J. Jefferson, attore teatrale e regista teatrale britannico († 1949)
- 1863 - Augustin Roy, missionario e vescovo cattolico francese († 1937)
- 1864 - Georges Schwob d'Héricourt, imprenditore francese († 1942)
- 1864 - Israel Zangwill, scrittore, drammaturgo e umorista inglese († 1926)
- 1865 - Heinrich Ernst Albers-Schönberg, radiologo e insegnante tedesco († 1921)
- 1866 - Francis E. McGovern, politico e avvocato statunitense († 1946)
- 1867 - James A. Marcus, attore statunitense († 1937)
- 1867 - Arsène Millocheau, ciclista su strada francese († 1948)
- 1867 - Ludwig Thoma, scrittore, pubblicista e editore tedesco († 1921)
- 1867 - Maxime Weygand, generale francese († 1965)
- 1868 - Felix Hoffmann, chimico e farmacista tedesco († 1946)
- 1868 - Gherardo Pantano, generale italiano († 1937)
- 1868 - Wilmer Cave Wright, filologa classica britannica († 1951)
- 1869 - Grigorij Rasputin, religioso e mistico russo († 1916)
- 1870 - Emilia Corsi, soprano italiano († 1928)
- 1871 - Gilberto Marley, ciclista su strada e dirigente sportivo italiano († 1939)
- 1871 - Ol'ga Preobraženskaja, ballerina e insegnante russa († 1962)
- 1873 - Aurelio Drago, ingegnere e politico italiano († 1955)
- 1873 - Arturo Labriola, politico e economista italiano († 1959)
- 1873 - Ernest Needham, calciatore e crickettista inglese († 1936)
- 1873 - Zelda Sears, sceneggiatrice, attrice e commediografa statunitense († 1935)
- 1874 - René-Louis Baire, matematico francese († 1932)
- 1875 - Carlo Adolfo Cantù, compositore italiano († 1942)
- 1875 - Paul Kahle, orientalista e islamista tedesco († 1964)
- 1875 - Arthur Wontner, attore britannico († 1960)
- 1876 - Georges-Henri Luquet, filosofo francese († 1965)
- 1876 - Amelia Pinto, soprano italiano († 1946)
- 1876 - Ol'ha Taratuta, attivista sovietica († 1938)
- 1877 - Francesco Ferrara, giurista italiano († 1941)
- 1877 - Luigi Lucatelli, giornalista e scrittore italiano († 1915)
- 1877 - Baldassarre Negroni, regista, sceneggiatore e produttore cinematografico italiano († 1945)
- 1877 - Gustave de Smet, pittore belga († 1943)
- 1878 - Blanche Friderici, attrice statunitense († 1933)
- 1878 - Egon Friedell, filosofo, storico e giornalista austriaco († 1938)
- 1879 - Alessandro Gallotti, pittore italiano († 1961)
- 1879 - Helen Gwynne-Vaughan, botanica e micologa inglese († 1967)
- 1879 - Eduardo Marquina, scrittore, poeta e drammaturgo spagnolo († 1946)
- 1879 - Joseph Roffo, tiratore di fune e rugbista a 15 francese († 1933)
- 1879 - Hugo Schmölz, fotografo tedesco († 1938)
- 1880 - George Van Biesbroeck, astronomo belga († 1974)
- 1880 - Emilio Canevari, sindacalista e politico italiano († 1964)
- 1880 - Eva Kühn, scrittrice, saggista e traduttrice russa († 1961)
- 1881 - Ernst Fast, maratoneta svedese († 1959)
- 1881 - Fritz Freisler, regista e sceneggiatore austriaco († 1955)
- 1881 - André Godard, archeologo, architetto e storico dell'arte francese († 1965)
- 1881 - Ivan Ribar, politico jugoslavo († 1968)
- 1882 - Frank Gailey, nuotatore statunitense († 1972)
- 1882 - Albert Edward Hall, calciatore inglese († 1957)
- 1882 - Christian von Pentz, militare tedesco († 1952)
- 1883 - Olav Aukrust, poeta norvegese († 1929)
- 1883 - Francis Hackett, scrittore e storico irlandese († 1962)
- 1883 - Mathias Hynes, tiratore di fune britannico († 1926)
- 1885 - Duncan Grant, pittore scozzese († 1978)
- 1885 - Seishiro Itagaki, generale e politico giapponese († 1948)
- 1885 - Jean Levie, presbitero e teologo belga († 1966)
- 1885 - Umberto Nobile, generale, esploratore e ingegnere italiano († 1978)
- 1885 - Eduard Schönecker, calciatore, velocista e architetto austriaco († 1963)
- 1885 - Miroslav Široký, calciatore boemo († 1972)
- 1885 - George Vâlsan, geografo rumeno († 1935)
- 1886 - Maria Elisabetta Mazza, religiosa italiana († 1950)
- 1886 - Mario Soldarelli, generale italiano († 1962)
- 1886 - John M. Stahl, regista e produttore cinematografico statunitense († 1950)
- 1887 - Wolfgang Köhler, psicologo tedesco († 1967)
- 1887 - Cino Macrelli, avvocato, giornalista e politico italiano († 1963)
- 1887 - Ernest Holmes, religioso statunitense († 1960)
- 1887 - Georges Vézina, hockeista su ghiaccio canadese († 1926)
- 1887 - William Webb, avvocato australiano († 1972)
- 1887 - Jerzy Żurawlew, pianista e direttore d'orchestra polacco († 1980)
- 1888 - Carlo Baravalle, avvocato, fotografo e botanico italiano († 1958)
- 1888 - Tullio Terni, medico, anatomista e scienziato italiano († 1946)
- 1889 - Edith Bratt, britannica († 1971)
- 1889 - Pitirim Aleksandrovič Sorokin, sociologo russo († 1968)
- 1890 - Lamberto Duranti, patriota italiano († 1915)
- 1890 - Jean Pacot, calciatore francese († 1962)
- 1890 - Florizel von Reuter, violinista e insegnante statunitense († 1985)
- 1891 - Albert Battel, avvocato e militare tedesco († 1952)
- 1891 - Livio Bonelli, generale italiano († 1949)
- 1891 - Ugo Buttà, generale italiano († 1949)
- 1891 - Nikolaj Semënovič Golovanov, direttore d'orchestra e compositore sovietico († 1953)
- 1891 - Francisco Lázaro, maratoneta portoghese († 1912)
- 1891 - Aldo Silvani, attore, regista e doppiatore italiano († 1964)
- 1892 - Gisi Fleischmann, attivista e partigiana cecoslovacca († 1944)
- 1892 - Vojtech Holesch, architetto slovacco († 1938)
- 1893 - Luigi Battistelli, avvocato e partigiano italiano († 1937)
- 1893 - Silvio Canevari, scultore e pittore italiano († 1931)
- 1893 - Gaetano Catalano Gonzaga, ammiraglio italiano († 1977)
- 1893 - Paolo Ruini, calciatore italiano († 1916)
- 1894 - Augusto Camerini, pittore, illustratore e regista italiano († 1972)
- 1894 - Ettore Castronovo, radiologo italiano († 1954)
- 1894 - Hans Funk, calciatore svizzero († 1953)
- 1895 - Cristóbal Balenciaga, stilista spagnolo († 1972)
- 1895 - Daniel Chalonge, astronomo e astrofisico francese († 1977)
- 1895 - Noe Itō, anarchica e scrittrice giapponese († 1923)
- 1895 - Virgilio Marchi, pittore, scenografo e architetto italiano († 1960)
- 1896 - Guy Gilpatric, aviatore, giornalista e scrittore statunitense († 1950)
- 1896 - Paula Hitler, austriaca († 1960)
- 1896 - J. Carrol Naish, attore statunitense († 1973)
- 1896 - Masa Perttilä, lottatore finlandese († 1968)
- 1896 - Theodore Stephanides, radiologo, naturalista e biologo greco († 1983)
- 1897 - Jole Bovio Marconi, archeologa italiana († 1986)
- 1897 - René Iché, scultore francese († 1954)
- 1897 - Francis Lombardi, militare, aviatore e designer italiano († 1983)
- 1897 - Achille Malcovati, militare italiano († 1962)
- 1898 - Agnes Esterhazy, attrice ungherese († 1956)
- 1898 - Rudolph Maté, regista, direttore della fotografia e produttore cinematografico polacco († 1964)
- 1898 - Ahmad Shah Qajar, imperatore persiano († 1930)
- 1898 - Eduard Zintl, chimico tedesco († 1941)
- 1899 - John Bodkin Adams, criminale e serial killer britannico († 1983)
- 1899 - Aleksandr Nikolaevič Čerepnin, compositore e pianista russo († 1977)
- 1899 - Enrico Falck, imprenditore, politico e antifascista italiano († 1953)
- 1899 - Lido Manetti, attore cinematografico italiano († 1928)
- 1899 - Gyula Mándi, allenatore di calcio e calciatore ungherese († 1969)
- 1900 - Elof Ahrle, attore e regista svedese († 1965)
- 1900 - Anselm Franz, ingegnere aeronautico austriaco († 1994)
- 1900 - Fernando Quiroga y Palacios, cardinale e arcivescovo cattolico spagnolo († 1971)
- 1900 - Bernhard Rensch, biologo e ornitologo tedesco († 1990)
- 1900 - Heinrich Weber, calciatore tedesco († 1977)

## XX secolo(995)
- 1901 - Lamberto Anichini, calciatore italiano († 1980)
- 1901 - Giuseppe Burzio, arcivescovo cattolico italiano († 1966)
- 1901 - Ennio Cerlesi, attore, regista e doppiatore italiano († 1951)
- 1901 - Giacomo Schirone, politico e partigiano italiano († 1980)
- 1901 - Ricardo Zamora, allenatore di calcio e calciatore spagnolo († 1978)
- 1902 - Smith Ballew, attore statunitense († 1984)
- 1902 - Domenico Antonio Cardone, filosofo, poeta e avvocato italiano († 1986)
- 1902 - Leonid Leonidovič Obolenskij, regista cinematografico russo († 1991)
- 1902 - Giuseppe Palmieri, cestista, allenatore di pallacanestro e altista italiano († 1989)
- 1902 - Agnès Souret, modella e ballerina francese († 1928)
- 1903 - Ettore Cantarutti, calciatore italiano
- 1903 - Igor' Vasil'evič Kurčatov, fisico sovietico († 1960)
- 1903 - William A. Lyon, montatore statunitense († 1974)
- 1903 - Raymond Suvigny, sollevatore francese († 1945)
- 1904 - Richard Palmer Blackmur, poeta e critico letterario statunitense († 1965)
- 1904 - Giorgio Cidri, allenatore di calcio e calciatore italiano († 1947)
- 1904 - Puck van Heel, calciatore olandese († 1984)
- 1904 - Boļeslavs Maikovskis, militare lettone († 1996)
- 1904 - Jack Porter, hockeista su ghiaccio canadese († 1997)
- 1905 - Christian Dior, stilista e imprenditore francese († 1957)
- 1905 - Jorge Gonçalves Tavares, calciatore portoghese († 1951)
- 1905 - Karl Wallenda, artista tedesco († 1978)
- 1905 - Wanda Wasilewska, politica e scrittrice polacca († 1964)
- 1906 - Adán Gordón, nuotatore panamense († 1966)
- 1906 - Leo Halle, calciatore olandese († 1992)
- 1906 - Igor' Aleksandrovič Moiseev, coreografo e ballerino sovietico († 2007)
- 1906 - Benito Partisani, pittore, scultore e ceramista italiano († 1969)
- 1907 - Ted Frazier, hockeista su ghiaccio statunitense († 1971)
- 1907 - Gumercindo Gómez, calciatore boliviano († 1980)
- 1907 - Jānis Mendriks, presbitero e religioso lettone († 1953)
- 1907 - Francesco Napolitano, politico italiano († 1971)
- 1907 - Nikolaj Fёdorovič Sadkovič, regista cinematografico sovietico († 1968)
- 1908 - Emil Krause, calciatore tedesco († 1962)
- 1908 - Klimentij Borisovič Minc, regista cinematografico sovietico († 1995)
- 1908 - Emilio Pasanisi, avvocato e dirigente d'azienda italiano († 2000)
- 1908 - Bengt Georg Daniel Strömgren, astronomo danese († 1987)
- 1909 - Paul Bùi Chu Tạo, vescovo cattolico vietnamita († 2001)
- 1909 - Antonio Rigorini, grafico e pittore italiano († 1997)
- 1909 - Teofilo Spasojević, calciatore jugoslavo († 1970)
- 1910 - Antonio Alonzo, militare italiano († 1937)
- 1910 - Ernie Callaghan, calciatore inglese († 1972)
- 1910 - Rosa Kellner, velocista tedesca († 1984)
- 1910 - Lamberto Petri, calciatore italiano († 1964)
- 1910 - Albert Rosellini, politico statunitense († 2011)
- 1910 - Roberto Rospigliosi Portal, cestista peruviano († 1958)
- 1910 - Hideo Shinojima, calciatore giapponese († 1975)
- 1910 - Károly Takács, tiratore a segno ungherese († 1976)
- 1911 - Camilla Cederna, giornalista e scrittrice italiana († 1997)
- 1911 - Dick Garrard, lottatore australiano († 2003)
- 1911 - Augusto Jäggli, architetto svizzero († 1999)
- 1911 - Lee Yoo-hyung, allenatore di calcio e calciatore sudcoreano († 2003)
- 1912 - Konrad Emil Bloch, biochimico tedesco († 2000)
- 1912 - Anton Dorfmeister, politico austriaco († 1945)
- 1912 - Angelo Gibertoni, calciatore italiano († 1999)
- 1913 - Renato Togni, militare italiano († 1941)
- 1914 - Consalvo Dell'Arti, attore italiano († 2005)
- 1914 - Valerio Giacomini, botanico e ecologo italiano († 1981)
- 1914 - Pete Preboske, cestista statunitense († 1994)
- 1914 - Aldo Vidussoni, politico e militare italiano († 1982)
- 1915 - Nina Brown, tennista britannica († 2018)
- 1915 - Pierre Guichet, missionario e vescovo cattolico francese († 1997)
- 1915 - Alan Hewitt, attore, produttore cinematografico e produttore televisivo statunitense († 1986)
- 1915 - André Lichnerowicz, matematico e fisico francese († 1998)
- 1915 - Jurij Vladimirovič Linnik, matematico sovietico († 1972)
- 1915 - Josef Oberhauser, ufficiale e criminale di guerra tedesco († 1979)
- 1916 - Denise Bloch, militare francese († 1945)
- 1916 - Pietro Rava, calciatore e allenatore di calcio italiano († 2006)
- 1916 - Ferdinando Rosei, militare, aviatore e partigiano italiano († 1980)
- 1916 - Félix Sienra, velista uruguaiano († 2023)
- 1916 - Renaat Van Elslande, politico belga († 2000)
- 1917 - Rohan Butler, storico e diplomatico statunitense († 1996)
- 1917 - Cesare Jonni, arbitro di calcio italiano († 2008)
- 1917 - Park Dae-jong, calciatore sudcoreano († 1995)
- 1917 - Erling Persson, imprenditore svedese († 2002)
- 1917 - Giuseppe Vigo, calciatore italiano († 1944)
- 1917 - Erik Wennerberg, bobbista svedese († 2001)
- 1918 - Lucy Goldner, nuotatrice austriaca († 2000)
- 1918 - Jimmy Hagan, allenatore di calcio e calciatore inglese († 1998)
- 1918 - Antonio Janigro, violoncellista e direttore d'orchestra italiano († 1989)
- 1918 - Richard Winters, ufficiale statunitense († 2011)
- 1919 - Neal Adams, cestista statunitense († 1998)
- 1919 - Luigi Lucchini, imprenditore italiano († 2013)
- 1919 - Angelo Magliano, giornalista e scrittore italiano († 1981)
- 1919 - Piroska Oszoli, pittrice ungherese († 2017)
- 1919 - Juan Plazaola Artola, filosofo, teologo e storico dell'arte spagnolo († 2005)
- 1920 - Errol Barrow, politico barbadiano († 1987)
- 1920 - Hans Fiederer, calciatore tedesco († 1980)
- 1920 - Edvin Hansen, calciatore danese († 1990)
- 1920 - James Yimm Lee, artista marziale statunitense († 1972)
- 1920 - Július Tomanovič, calciatore slovacco († 1990)
- 1920 - Richard Trowbridge, ammiraglio inglese († 2003)
- 1920 - Vera Vassalle, partigiana italiana († 1985)
- 1921 - Mario Celio, partigiano italiano († 1944)
- 1921 - Maria Lisa Cinciari Rodano, partigiana e politica italiana († 2023)
- 1921 - Eugenio Corti, scrittore e saggista italiano († 2014)
- 1921 - Alexis Damianos, attore e regista greco († 2006)
- 1921 - John Doucette, attore statunitense († 1994)
- 1921 - Charles Eric Maine, scrittore di fantascienza e sceneggiatore britannico († 1981)
- 1921 - Andreas Ostler, bobbista tedesco († 1988)
- 1921 - Josep Pintat-Solans, politico andorrano († 2007)
- 1922 - Gino Montesanto, scrittore e giornalista italiano († 2009)
- 1922 - Mario Petri, basso-baritono e attore italiano († 1985)
- 1922 - Telly Savalas, attore, cantante e regista statunitense († 1994)
- 1922 - Paul Scofield, attore britannico († 2008)
- 1922 - Predrag Vranicki, filosofo croato († 2002)
- 1923 - Herbert Bliss, danzatore statunitense († 1960)
- 1923 - Severino Fallucchi, ammiraglio e politico italiano († 2012)
- 1923 - Lola Flores, cantante, ballerina e attrice spagnola († 1995)
- 1923 - Judith Merril, autrice di fantascienza statunitense († 1997)
- 1923 - Elio Martinis, calciatore italiano
- 1923 - Alberto de Mendoza, attore argentino († 2011)
- 1923 - Pahiño, calciatore spagnolo († 2012)
- 1923 - Stefano Servadei, politico italiano († 2016)
- 1923 - Rexhep Spahiu, calciatore e allenatore di calcio albanese († 1993)
- 1924 - Giorgio Coda, psichiatra italiano († 1988)
- 1924 - Jack Eskridge, cestista e allenatore di pallacanestro statunitense († 2013)
- 1924 - Dean Fredericks, attore statunitense († 1999)
- 1924 - Benny Hill, comico, attore e cantante britannico († 1992)
- 1924 - Ronald Sinclair, attore neozelandese († 1992)
- 1924 - Vladimir Uchov, marciatore sovietico († 1996)
- 1925 - Charles Aidman, attore statunitense († 1993)
- 1925 - George Connor, giocatore di football americano statunitense († 2003)
- 1925 - Aldo De Maria, chirurgo italiano († 1973)
- 1925 - Eva Ibbotson, scrittrice britannica († 2010)
- 1925 - Francesco Palpacelli, architetto italiano († 1999)
- 1925 - Alex Forbes, calciatore scozzese († 2014)
- 1925 - Arnold Skaaland, wrestler statunitense († 2007)
- 1926 - Giuseppe Alberigo, storico italiano († 2007)
- 1926 - Giorgio Cingoli, giornalista italiano († 2005)
- 1926 - Clive Donner, regista e montatore britannico († 2010)
- 1926 - Willehad Paul Eckert, sacerdote e teologo tedesco († 2005)
- 1926 - Franco Evangelisti, compositore italiano († 1980)
- 1926 - John Main, monaco cristiano britannico († 1982)
- 1926 - Steve Reeves, attore e culturista statunitense († 2000)
- 1926 - Roger Taillibert, architetto francese († 2019)
- 1926 - Xenia Valderi, attrice italiana († 2008)
- 1926 - Robert J. White, chirurgo statunitense († 2010)
- 1927 - Robert Neil Butler, medico e psichiatra statunitense († 2010)
- 1927 - Jean Baptiste Bùi Tuần, vescovo cattolico vietnamita († 2024)
- 1927 - Rudolf Krause, allenatore di calcio e calciatore tedesco orientale († 2003)
- 1928 - Reynaldo Bignone, generale e politico argentino († 2018)
- 1928 - Carlo Gambini, ex calciatore italiano
- 1928 - John Olsen, pittore e viaggiatore australiano († 2023)
- 1928 - Gene Sharp, filosofo, politologo e saggista statunitense († 2018)
- 1929 - Radley Metzger, regista statunitense († 2017)
- 1929 - Denis Sanders, regista statunitense († 1987)
- 1930 - Rainer Baumann, calciatore tedesco orientale († 2021)
- 1930 - Günter Lamprecht, attore tedesco († 2022)
- 1930 - Franco Loi, poeta, scrittore e saggista italiano († 2021)
- 1930 - Pierre Tornade, attore e doppiatore francese († 2012)
- 1931 - Nato Frascà, artista italiano († 2006)
- 1931 - Jean Hédiart, calciatore francese († 2004)
- 1931 - Yoshiko Kuga, attrice giapponese († 2024)
- 1931 - Heinz Luthringshauser, pilota motociclistico tedesco († 1997)
- 1932 - Sigfrido Bartolini, pittore, scrittore e incisore italiano († 2007)
- 1932 - Giuseppe Bosco, calciatore italiano († 2022)
- 1932 - John Chaney, allenatore di pallacanestro statunitense († 2021)
- 1932 - Vincenzo Lombardo, velocista italiano († 2007)
- 1932 - Carlos Alberto Martins Cavalheiro, calciatore brasiliano († 2012)
- 1933 - Mansour Diagne, ex cestista senegalese
- 1933 - Arturo Falaschi, genetista italiano († 2010)
- 1933 - Anthony Marchi, calciatore e allenatore di calcio inglese († 2022)
- 1933 - Julieta Serrano, attrice spagnola
- 1933 - Habib Thiam, politico senegalese († 2017)
- 1933 - Lauro Toneatto, calciatore e allenatore di calcio italiano († 2010)
- 1934 - Audrey Dalton, attrice irlandese
- 1934 - Antonio Karmany, ex ciclista su strada spagnolo
- 1934 - Lidio Maietti, calciatore italiano († 1992)
- 1934 - Alfonso Portugal, allenatore di calcio e calciatore messicano († 2016)
- 1934 - Cesare Trinchieri, arbitro di calcio italiano († 2022)
- 1934 - Ann Wedgeworth, attrice statunitense († 2017)
- 1935 - Giuseppe Antonio Arena, poeta e giurista italiano († 1995)
- 1935 - Karl G. Heider, antropologo statunitense
- 1935 - Pedro Vicente Fonseca, ex cestista brasiliano
- 1935 - Eulalio Ríos, nuotatore messicano († 1980)
- 1935 - Alessandro Serpieri, traduttore e anglista italiano († 2017)
- 1935 - Andrew Sinclair, scrittore, storico e biografo britannico († 2019)
- 1935 - Jack Tunney, imprenditore canadese († 2004)
- 1936 - Dick Davies, cestista statunitense († 2012)
- 1936 - Francesco Macis, politico italiano
- 1936 - Angelo Pochissimo, allenatore di calcio e calciatore italiano († 1976)
- 1936 - Vlasta Šourková, ex cestista cecoslovacca
- 1937 - Judit Ágoston-Mendelényi, schermitrice ungherese († 2013)
- 1937 - Yvon Goujon, ex calciatore e allenatore di calcio francese
- 1937 - Seppo Helle, allenatore di hockey su ghiaccio e dirigente sportivo finlandese († 2014)
- 1937 - Ludwig Hoffmann-Rumerstein, nobile, religioso e avvocato austriaco († 2022)
- 1937 - Ernest Lluch, economista e politico spagnolo († 2000)
- 1937 - Madre Elvira, religiosa italiana († 2023)
- 1937 - Christian de Chalonge, regista e sceneggiatore francese
- 1938 - Ivan Bordi, pallanuotista rumeno († 2021)
- 1938 - Romano Fogli, calciatore e allenatore di calcio italiano († 2021)
- 1938 - Leonid Jačmenëv, allenatore di pallacanestro sovietico († 2021)
- 1938 - Nicholas Phillips, avvocato e giudice britannico
- 1938 - John Savident, attore britannico († 2024)
- 1939 - Edgardo Andrada, calciatore argentino († 2019)
- 1939 - Maria Franca Fissolo, imprenditrice italiana
- 1939 - Paul Genevay, velocista francese († 2022)
- 1939 - Chiara Augusta Lainati, religiosa e latinista italiana († 2024)
- 1939 - Friedel Lutz, calciatore tedesco († 2023)
- 1939 - Paul McGonagle, mafioso statunitense († 1974)
- 1939 - Chuck Osborne, cestista statunitense († 1979)
- 1939 - Steve Paxton, ballerino e coreografo statunitense († 2024)
- 1939 - Vjačeslav Platonov, allenatore di pallavolo e pallavolista sovietico († 2005)
- 1939 - Tom Stith, cestista statunitense († 2010)
- 1940 - Amedeo Amodio, ex ballerino, coreografo e direttore artistico italiano
- 1940 - Þórólfur Beck, calciatore e allenatore di calcio islandese († 1999)
- 1940 - Gianfranco Cremonese, politico italiano († 2018)
- 1940 - Ted Farmer, ex calciatore inglese
- 1940 - Jack Nicklaus, ex golfista statunitense
- 1940 - Patrick Robinson, scrittore britannico
- 1940 - Robin Russell, XIV duca di Bedford, nobile inglese († 2003)
- 1941 - Franz Borghese, pittore e scultore italiano († 2005)
- 1941 - Alessandro Dalla Via, politico italiano
- 1941 - Plácido Domingo, tenore, baritono e direttore d'orchestra spagnolo
- 1941 - Stathis Giallelis, attore greco
- 1941 - Richie Havens, cantante e chitarrista statunitense († 2013)
- 1941 - Ray Mansfield, giocatore di football americano statunitense († 1996)
- 1941 - Ivan Putski, ex wrestler polacco
- 1941 - Amiran Skhiereli, cestista sovietico († 2019)
- 1941 - Sattam bin 'Abd al-'Aziz Al Sa'ud, principe e politico saudita († 2013)
- 1942 - Freddy Breck, cantante, compositore e showman tedesco († 2008)
- 1942 - Eugène Camara, politico guineano († 2019)
- 1942 - Maria Paola Colombo Svevo, politica italiana († 2010)
- 1942 - Han Pil-hwa, ex pattinatrice di velocità su ghiaccio nordcoreana
- 1942 - Ilija Lukić, allenatore di calcio e calciatore jugoslavo († 2018)
- 1942 - Mac Davis, cantautore statunitense († 2020)
- 1942 - Barry Mahy, calciatore inglese († 2020)
- 1942 - Anna Ranalli, modella, attrice e cantante italiana
- 1942 - Edwin Starr, cantante statunitense († 2003)
- 1942 - Michael G. Wilson, produttore cinematografico e sceneggiatore statunitense
- 1943 - Rosemary Butler, politica gallese
- 1943 - Zdravko Hebel, pallanuotista jugoslavo († 2017)
- 1943 - Arnar Jónsson, attore islandese
- 1943 - Alfons Peeters, calciatore belga († 2015)
- 1943 - Giuseppe Salvia, funzionario italiano († 1981)
- 1943 - Dragomir Slišković, calciatore jugoslavo († 2009)
- 1943 - Juan Bautista Urberuaga, ex cestista venezuelano
- 1943 - Kenzō Yokoyama, allenatore di calcio e ex calciatore giapponese
- 1944 - Alfred Debono, ex calciatore maltese
- 1944 - Abraham Kattumana, arcivescovo cattolico indiano († 1995)
- 1944 - Rodion Rafailovič Nachapetov, attore e regista sovietico
- 1944 - Hasso Plattner, imprenditore, filantropo e velista tedesco
- 1944 - Pratibha Ray, docente e scrittrice indiana
- 1944 - Peter Rodrigues, ex calciatore gallese
- 1944 - Uto Ughi, violinista e musicista italiano
- 1944 - Renzo Zandegiacomo, ex sciatore alpino italiano
- 1945 - Vladimir Donin, ex schermidore sovietico
- 1945 - Pete Kircher, batterista e percussionista inglese
- 1945 - Jurij Ljapkin, ex hockeista su ghiaccio sovietico
- 1945 - Fernando Mason, vescovo cattolico e missionario italiano
- 1945 - Martin Shaw, attore britannico
- 1945 - Giuseppe Valsecchi, ex calciatore e allenatore di calcio italiano
- 1945 - Winfried Vogt, pilota automobilistico tedesco († 1989)
- 1946 - Dominique Briquel, etruscologo, latinista e archeologo francese
- 1946 - Teodoro Buontempo, politico italiano († 2013)
- 1946 - Pierluigi Cencetti, ex calciatore italiano
- 1946 - Franz Di Cioccio, batterista e cantante italiano
- 1946 - Ichirō Hosotani, ex calciatore giapponese
- 1946 - Nella Martinetti, cantante, musicista e attrice svizzera († 2011)
- 1946 - Christina Maslach, psicologa statunitense
- 1946 - Krista Nell, attrice e modella austriaca († 1975)
- 1946 - Johnny Oates, giocatore di baseball e allenatore di baseball statunitense († 2004)
- 1946 - Tomás Pineda, ex calciatore salvadoregno
- 1946 - Miguel Reina, ex calciatore spagnolo
- 1946 - Luciano Soprani, stilista italiano († 1999)
- 1947 - Toni Andreetta, regista italiano
- 1947 - Andrzej Bachleda, ex sciatore alpino polacco
- 1947 - Giovanni Bonetti, ex calciatore italiano
- 1947 - Jill Eikenberry, attrice statunitense
- 1947 - Dorian M. Goldfeld, matematico statunitense
- 1947 - Zvi Goldstein, artista rumeno
- 1947 - Brian Harvey, allenatore di calcio e ex calciatore inglese
- 1947 - Pye Hastings, chitarrista e compositore britannico
- 1947 - Michel Jonasz, compositore e musicista francese
- 1947 - Jerry London, regista e produttore televisivo statunitense
- 1947 - Joseph Nicolosi, psicoterapeuta e psichiatra statunitense († 2017)
- 1947 - Giorgio Oikonomoy, scultore e pittore greco
- 1947 - Thomas Olmsted, vescovo cattolico statunitense
- 1947 - Giuseppe Savoldi, ex calciatore e allenatore di calcio italiano
- 1947 - Ugo Sposetti, politico italiano
- 1947 - Tommaso Stenico, presbitero italiano
- 1947 - Louis Watunda, allenatore di calcio della Repubblica Democratica del Congo († 2007)
- 1947 - Roberto Zywica, calciatore argentino († 2025)
- 1948 - Ronaldo Bastos, compositore e produttore discografico brasiliano
- 1948 - Anthony Blankley, giornalista statunitense († 2012)
- 1948 - Renato Bordone, storico italiano († 2011)
- 1948 - Alan Campbell, allenatore di calcio e ex calciatore scozzese
- 1948 - Arturo Cucciolla, architetto italiano († 2021)
- 1948 - Richard Harris, giocatore di football americano e allenatore di football americano statunitense († 2011)
- 1948 - Zygmunt Kukla, calciatore polacco († 2016)
- 1948 - Hamish McAlpine, ex calciatore scozzese
- 1948 - Manuel Sáenz, ex cestista messicano
- 1948 - Ronnie Shanklin, giocatore di football americano statunitense († 2003)
- 1948 - Hugo Tocalli, allenatore di calcio e ex calciatore argentino
- 1948 - Luigi Zoia, karateka e maestro di karate italiano
- 1949 - Giora Dori, ex cestista israeliano
- 1949 - Alioune Guèye, ex cestista senegalese
- 1949 - Kenny McIntosh, cestista statunitense († 2009)
- 1949 - Adriano Paolo Morando, ingegnere italiano († 2013)
- 1949 - David Moss, compositore, cantante e percussionista statunitense
- 1949 - Clifford Ray, ex cestista e allenatore di pallacanestro statunitense
- 1949 - Trương Tấn Sang, politico vietnamita
- 1950 - Maroun Bagdadi, regista e sceneggiatore libanese († 1993)
- 1950 - Renato Barborini, poliziotto italiano († 1977)
- 1950 - Marion Becker, ex giavellottista tedesca
- 1950 - Gary Locke, politico e diplomatico statunitense
- 1950 - José Marín, ex marciatore spagnolo
- 1950 - Colin Murphy, allenatore di calcio e calciatore inglese († 2023)
- 1950 - Billy Ocean, cantante trinidadiano
- 1950 - Penka Stojanova, cestista bulgara († 2019)
- 1950 - Joseph Tanner, ex astronauta statunitense
- 1950 - Ángel María Villar, ex calciatore e dirigente sportivo spagnolo
- 1951 - Osvaldo Castellan, ciclista su strada italiano († 2008)
- 1951 - José Manuel García, ex ciclista su strada spagnolo
- 1951 - Atilio Herrera, ex calciatore argentino
- 1951 - Eric Holder, avvocato e politico statunitense
- 1951 - David Peach, ex calciatore inglese
- 1951 - Antonio Rocca, allenatore di calcio e ex calciatore italiano
- 1951 - Gustavo Muñoz Veiga, economista, saggista e traduttore spagnolo
- 1951 - Georg Werth, ex bobbista italiano
- 1952 - Henry Azra, musicista marocchino
- 1952 - Marco Camenisch, attivista svizzero
- 1952 - Cliff Eisen, musicologo canadese
- 1952 - Craig Evans, biblista e scrittore statunitense
- 1952 - Lajos Godán, calciatore ungherese († 1987)
- 1952 - Werner Grissmann, ex sciatore alpino e pilota di rally austriaco
- 1952 - Qamar Gula, cantante afghana († 2022)
- 1952 - Norbert Pallua, chirurgo italiano
- 1952 - Michail Umanskij, scacchista russo († 2010)
- 1953 - Paul Allen, informatico statunitense († 2018)
- 1953 - Adriano Leverone, ceramista e scultore italiano († 2022)
- 1953 - Pierre Tranchand, fumettista francese
- 1953 - Rick Welts, dirigente sportivo statunitense
- 1953 - Felipe Yáñez, ex ciclista su strada spagnolo
- 1953 - Larisa Šojgu, politica e fisica russa († 2021)
- 1954 - Thomas de Maizière, politico tedesco
- 1954 - Idrissa Ouédraogo, regista burkinabé († 2018)
- 1954 - Bruno Pauletto, ex pesista, imprenditore e fisiologo italiano
- 1954 - Phil Thompson, allenatore di calcio e ex calciatore inglese
- 1954 - Kamelija Todorova, cantante e attrice bulgara
- 1955 - Peter Fleming, ex tennista e allenatore di tennis statunitense
- 1955 - Jeff Franklin, produttore televisivo, sceneggiatore e regista statunitense
- 1955 - Jeff Koons, artista statunitense
- 1955 - Nello Musumeci, politico italiano
- 1955 - Ermanno Salvaterra, alpinista italiano († 2023)
- 1955 - Italo Toscani, ex calciatore italiano
- 1955 - Dora Maria Téllez, storica, politica e attivista nicaraguense
- 1955 - Nikolina Štereva, ex mezzofondista bulgara
- 1956 - Robby Benson, attore e regista statunitense
- 1956 - Luigina Bissoli, ex ciclista su strada e pistard italiana
- 1956 - Geena Davis, attrice, attivista e ex modella statunitense
- 1956 - Forrest Gander, poeta, saggista e traduttore statunitense
- 1956 - Nicoletta Salvatori, giornalista e saggista italiana
- 1956 - Jeb Stuart, regista, sceneggiatore e produttore cinematografico statunitense
- 1956 - Michael Vicéns, ex cestista portoricano
- 1957 - Miloš Bečvář, ex fondista cecoslovacco
- 1957 - Maria Blagojevic, calciatrice scozzese († 2013)
- 1957 - Kevin Cook, ex tennista statunitense
- 1957 - James Jude Courtney, attore e stuntman statunitense
- 1957 - Jacob Green, ex giocatore di football americano statunitense
- 1957 - Giorgio Holzmann, politico italiano
- 1957 - Vladimir Matijević, calciatore jugoslavo († 2015)
- 1957 - Masae Suzuki, ex calciatrice giapponese
- 1958 - Donatella Albano, politica italiana
- 1958 - Roosevelt Bouie, ex cestista statunitense
- 1958 - Davide Ferrari, poeta italiano
- 1958 - Giuliano Fiorini, dirigente sportivo, allenatore di calcio e calciatore italiano († 2005)
- 1958 - Kim Boo-kyum, politico sudcoreano
- 1958 - Bert Kragtwijk, ex cestista olandese
- 1958 - Laura, cantante italiana
- 1958 - Jean-Yves Raimbaud, disegnatore francese († 1998)
- 1958 - Hussein Saeed, ex calciatore iracheno
- 1958 - Matt Salmon, politico statunitense
- 1958 - Gian Valerio Sanna, politico italiano
- 1958 - Ivana Třešňáková, ex cestista cecoslovacca
- 1958 - Michael Wincott, attore canadese
- 1959 - Sergej Alifirenko, tiratore a segno russo
- 1959 - Antonio D'Amico, stilista, imprenditore e designer italiano († 2022)
- 1959 - Duane Denison, chitarrista statunitense
- 1959 - Davis Gaines, attore e cantante statunitense
- 1959 - Alex McLeish, allenatore di calcio e ex calciatore scozzese
- 1959 - José Manuel Mejías, ex calciatore spagnolo
- 1959 - Oskar Roehler, regista, sceneggiatore e giornalista tedesco
- 1960 - Dmitrij Charat'jan, attore russo
- 1960 - Gaetano Erba, ex siepista e ex mezzofondista italiano
- 1960 - Wolfgang Haberl, scrittore, insegnante e biografo tedesco
- 1960 - Sidney Lowe, ex cestista e allenatore di pallacanestro statunitense
- 1960 - Mamoru Nagano, fumettista, stilista e musicista giapponese
- 1960 - Henry Oryem Okello, avvocato e politico ugandese
- 1960 - Mike Terrana, batterista statunitense
- 1961 - Kevin Cramer, politico statunitense
- 1961 - Erardo Cócaro, allenatore di calcio e ex calciatore uruguaiano
- 1961 - Karina Huff, attrice, cantante e showgirl britannica († 2016)
- 1961 - Antonio Marras, stilista, costumista e artista italiano
- 1961 - Gianni Pagliarini, sindacalista e politico italiano
- 1961 - Cornelia Pröll, ex sciatrice alpina austriaca
- 1961 - Ivo Pukanić, giornalista e editore croato († 2008)
- 1961 - Blas Roca-Rey, attore peruviano
- 1961 - Colin Russell, ex calciatore inglese
- 1961 - Gary Shaw, calciatore inglese († 2024)
- 1961 - Pëtr Ugrjumov, ex ciclista su strada e dirigente sportivo russo
- 1961 - Mauro Vittiglio, ex calciatore italiano
- 1961 - Raphael p'Mony Wokorach, arcivescovo cattolico ugandese
- 1962 - Ali Benhalima, ex calciatore e ex giocatore di calcio a 5 algerino
- 1962 - Tyler Cowen, economista statunitense
- 1962 - József Demeter, pentatleta ungherese
- 1962 - Małgorzata Janowicz, ex cestista polacca
- 1962 - Luis Jiménez Guevara, ex cestista venezuelano
- 1962 - Isabelle Nanty, attrice francese
- 1962 - Gabriele Pin, allenatore di calcio e ex calciatore italiano
- 1962 - Stefano Salvati, regista e sceneggiatore italiano
- 1962 - Zoran Thaler, politico sloveno
- 1962 - Christian Thary, ex ciclista su strada francese
- 1962 - Marie Trintignant, attrice francese († 2003)
- 1962 - Erik Verlinde, fisico olandese
- 1962 - Ronald dela Rosa, politico, prefetto e poliziotto filippino
- 1963 - David Barstow, giornalista statunitense
- 1963 - Enrico Credendino, ammiraglio italiano
- 1963 - Peter Dam, ex cestista olandese
- 1963 - Jessie Hester, ex giocatore di football americano statunitense
- 1963 - Bernd Hoffmann, dirigente sportivo tedesco
- 1963 - Ivanhoe Lo Bello, imprenditore e banchiere italiano († 2025)
- 1963 - Hakeem Olajuwon, ex cestista nigeriano
- 1963 - Detlef Schrempf, ex cestista e allenatore di pallacanestro tedesco
- 1963 - Max Tortora, attore e imitatore italiano
- 1963 - Joe Ward, ex cestista statunitense
- 1964 - Stuart Bale, ex tennista britannico
- 1964 - Andreas Bauer, saltatore con gli sci tedesco
- 1964 - Somjit Borthong, cantante thailandese
- 1964 - Ariel Cozzoni, ex calciatore argentino
- 1964 - Tony Dolan, cantante e bassista inglese
- 1964 - Umberto Erriu, militare italiano († 1988)
- 1964 - Jimmy Ghione, personaggio televisivo italiano
- 1964 - Mohamed Manaâ, ex calciatore algerino
- 1964 - Gérald Passi, ex calciatore francese
- 1964 - Reggie Rogers, giocatore di football americano statunitense († 2013)
- 1964 - Ricardo Serna, ex calciatore spagnolo
- 1964 - Timmy Smith, ex giocatore di football americano statunitense
- 1964 - Aleksandar Šoštar, ex pallanuotista jugoslavo
- 1964 - Danny Wallace, ex calciatore inglese
- 1965 - Massimo Bellinzoni, attore italiano
- 1965 - Salvatore Bonavena, giocatore di poker italiano
- 1965 - Claudio Capone, ex cestista e allenatore di pallacanestro italiano
- 1965 - Robert Del Naja, cantautore, polistrumentista e writer britannico
- 1965 - Micky Dymond, pilota motociclistico statunitense
- 1965 - Emosi Koloto, ex rugbista a 15 e rugbista a 13 tongano
- 1965 - Stephanie Mayr, giocatrice di curling tedesca
- 1965 - Jason Mizell, disc jockey e produttore discografico statunitense († 2002)
- 1965 - Fiona Swarovski, stilista e designer svizzera
- 1965 - Masahiro Wada, dirigente sportivo, allenatore di calcio e ex calciatore giapponese
- 1966 - Ennio Arlandi, scacchista italiano
- 1966 - Mourad Gharbi, ex calciatore tunisino
- 1966 - Wendy James, cantautrice britannica
- 1966 - Virginia La Mura, politica italiana
- 1966 - Katrine Michelsen, attrice e modella danese († 2009)
- 1966 - Roberto Riccardi, generale e scrittore italiano
- 1966 - Omar de Jesús Mejía Giraldo, arcivescovo cattolico colombiano
- 1967 - Giovanni Grespan, ex rugbista a 15 e dirigente sportivo italiano
- 1967 - Alfred Jermaniš, ex calciatore sloveno
- 1967 - Artašes Minasyan, scacchista armeno
- 1967 - Gorō Miyazaki, regista e animatore giapponese
- 1967 - Ulf Stenlund, ex tennista svedese
- 1967 - José Ramón Uriarte, ex ciclista su strada spagnolo
- 1967 - Jean-Pierre Vuillemin, vescovo cattolico francese
- 1968 - Paolo Ciucchi, ex calciatore italiano
- 1968 - Artur Dmitriev, ex pattinatore artistico su ghiaccio sovietico
- 1968 - Dmitrij Fomin, ex pallavolista, allenatore di pallavolo e dirigente sportivo sovietico
- 1968 - Anja Hazekamp, politica olandese
- 1968 - Dale Hodges, ex cestista e allenatrice di pallacanestro statunitense
- 1968 - Sébastien Lifshitz, regista e sceneggiatore francese
- 1968 - John Macaluso, batterista statunitense
- 1968 - Todd Morse, chitarrista, bassista e cantante statunitense
- 1968 - Alex Nelcha, ex cestista e allenatore di pallacanestro venezuelano
- 1968 - Charlotte Ross, attrice statunitense
- 1968 - Il'ja Smiryn, scacchista israeliano
- 1968 - Víctor Sotomayor, ex calciatore argentino
- 1969 - Andrij Annenkov, ex calciatore sovietico
- 1969 - Raffaele Cerbone, allenatore di calcio e ex calciatore italiano
- 1969 - John Ducey, attore statunitense
- 1969 - Massimo Gattoni, ex cestista italiano
- 1969 - Roy Hendriksen, allenatore di calcio e ex calciatore olandese
- 1969 - Eduard Hämäläinen, ex multiplista bielorusso
- 1969 - Francesco Lavorato, ex pallavolista italiano
- 1969 - Karina Lombard, attrice francese
- 1969 - Tsubaki Nekoi, fumettista giapponese
- 1969 - Matt Willig, attore e ex giocatore di football americano statunitense
- 1969 - Halbe Zijlstra, ex politico olandese
- 1970 - Paolo Annoni, allenatore di calcio e ex calciatore italiano
- 1970 - Malik Beyleroğlu, ex pugile turco
- 1970 - Alen Bokšić, ex calciatore jugoslavo
- 1970 - Mahmut Demir, ex lottatore turco
- 1970 - Marina Foïs, attrice francese
- 1970 - Michael Jakosits, tiratore a segno tedesco
- 1970 - Pietro Laffranco, politico italiano
- 1970 - Saúl Laverni, ex arbitro di calcio argentino
- 1970 - Ángel Lekumberri, ex calciatore spagnolo
- 1970 - Ken Leung, attore statunitense
- 1970 - Thamisanqa Molepo, attore tedesco
- 1970 - Greg Pitts, attore statunitense
- 1970 - Eduardo Zambrano, ex calciatore ecuadoriano
- 1970 - Mauro Zironelli, allenatore di calcio e ex calciatore italiano
- 1970 - Marian van de Wal, cantante olandese
- 1971 - Uni Arge, ex calciatore faroese
- 1971 - Rafael Berges, ex calciatore spagnolo
- 1971 - Donna Lynne Champlin, attrice statunitense
- 1971 - Dmitrij Chlestov, ex calciatore sovietico
- 1971 - Doug Edwards, ex cestista statunitense
- 1971 - Sergej Klevčenja, ex pattinatore di velocità su ghiaccio russo
- 1971 - Dylan Kussman, attore e sceneggiatore statunitense
- 1971 - Michelle McIlveen, politica nordirlandese
- 1971 - Alan McManus, giocatore di snooker scozzese
- 1971 - Massimo Meregalli, pilota motociclistico italiano
- 1971 - Gigi Paoli, giornalista e scrittore italiano
- 1971 - Tweet, cantautrice statunitense
- 1971 - Doug Weight, allenatore di hockey su ghiaccio e ex hockeista su ghiaccio statunitense
- 1972 - Blackthorn, chitarrista e tastierista norvegese
- 1972 - Andrea Borsa, ex calciatore italiano
- 1972 - Giovanni Caterino, dirigente sportivo e ex calciatore italiano
- 1972 - Christian Collovà, pilota di rally italiano
- 1972 - Billel Dziri, allenatore di calcio e ex calciatore algerino
- 1972 - Rickard Falkvinge, politico e imprenditore svedese
- 1972 - Enrique García Ojeda, pilota di rally spagnolo
- 1972 - Borivoje Grbić, fumettista e illustratore serbo
- 1972 - Sead Kapetanović, ex calciatore bosniaco
- 1972 - Cat Power, cantautrice statunitense
- 1972 - Yasunori Mitsuda, compositore giapponese
- 1972 - Cristina Moglia, attrice italiana
- 1972 - Howard Nathan, cestista statunitense († 2019)
- 1972 - Shawn Rojeski, giocatore di curling statunitense
- 1972 - Doina Tocală, ex cestista rumena
- 1972 - Sabina Valbusa, ex fondista italiana
- 1973 - Licet Castillo, ex cestista cubana
- 1973 - Robert Hayles, ex pistard e ciclista su strada britannico
- 1973 - Renato Jorge, ex calciatore portoghese
- 1973 - Chris Kilmore, musicista statunitense
- 1973 - Edvinas Krungolcas, pentatleta lituano
- 1973 - Flavio Maestri, ex calciatore peruviano
- 1974 - Malena Alterio, attrice argentina
- 1974 - Maxwell Atoms, disegnatore statunitense
- 1974 - Kim Dotcom, imprenditore e informatico tedesco
- 1974 - Tania Ferrazza, ex cestista e allenatrice di pallacanestro italiana
- 1974 - Arthémon Hatungimana, ex mezzofondista burundese
- 1974 - Dave Joerger, allenatore di pallacanestro statunitense
- 1974 - Vincent Laresca, attore statunitense
- 1974 - Rove McManus, conduttore televisivo australiano
- 1974 - Haris Mujezinović, ex cestista bosniaco
- 1974 - Alessandro Pastacci, politico italiano
- 1974 - Aleksandr Şatskïx, calciatore kazako († 2020)
- 1974 - Marco Zanotti, ex ciclista su strada italiano
- 1975 - Filipe Azevedo, ex calciatore portoghese
- 1975 - Marco Boffo, maratoneta e ultramaratoneta italiano
- 1975 - Nicky Butt, dirigente sportivo, allenatore di calcio e ex calciatore inglese
- 1975 - Thomas Castaignède, ex rugbista a 15 francese
- 1975 - Aljaksandr Ermakovič, allenatore di calcio e ex calciatore bielorusso
- 1975 - Casey FitzRandolph, pattinatore di velocità su ghiaccio statunitense
- 1975 - Yūji Ide, ex pilota automobilistico giapponese
- 1975 - Antonio Álvarez Pérez, allenatore di calcio e ex calciatore spagnolo
- 1975 - Dalibor Matanić, regista croato
- 1975 - Paolo Mazzarelli, attore e regista italiano
- 1975 - Jason Moran, pianista e compositore statunitense
- 1975 - Cristian Silvestri, ex calciatore italiano
- 1975 - Bea Simóka, pentatleta ungherese
- 1975 - Florin Şerban, regista e sceneggiatore rumeno
- 1976 - Raivis Belohvoščiks, ex ciclista su strada lettone
- 1976 - Emma Bunton, cantautrice, conduttrice televisiva e conduttrice radiofonica britannica
- 1976 - Peter Černák, ex calciatore slovacco
- 1976 - Cho PD, cantante e rapper sudcoreano
- 1976 - Lars Eidinger, attore tedesco
- 1976 - Steve Fatupua-Lecaill, calciatore francese († 2003)
- 1976 - Giorgio Frezzolini, allenatore di calcio e ex calciatore italiano
- 1976 - Denis Lunghi, ex ciclista su strada italiano
- 1976 - Iulian Miu, ex calciatore rumeno
- 1976 - Nicola Procaccini, politico italiano
- 1976 - Vital' Rahožkin, ex calciatore bielorusso
- 1976 - Igors Stepanovs, ex calciatore lettone
- 1976 - Sun Shuwei, tuffatore cinese
- 1976 - Sharon Thompson, ex cestista e allenatrice di pallacanestro statunitense
- 1977 - Al Baxter, ex rugbista a 15 e architetto australiano
- 1977 - Bradley Carnell, allenatore di calcio e ex calciatore sudafricano
- 1977 - Mauro Di Maggio, cantautore italiano
- 1977 - Arjan Dodaj, arcivescovo cattolico albanese
- 1977 - Marcello Introna, scrittore italiano
- 1977 - Marina La Rosa, personaggio televisivo e attrice italiana
- 1977 - Ulrike Maisch, ex maratoneta tedesca
- 1977 - Kirsten Münchow, martellista tedesca
- 1977 - Phil Neville, allenatore di calcio, dirigente sportivo e ex calciatore inglese
- 1977 - Renato Novara, doppiatore, direttore del doppiaggio e musicista italiano
- 1977 - Michael Ruffin, allenatore di pallacanestro e ex cestista statunitense
- 1977 - Hussein Sulaimani, ex calciatore saudita
- 1977 - Jerry Trainor, attore e doppiatore statunitense
- 1978 - Jimmal Ball, ex cestista statunitense
- 1978 - Félix Benito, ex calciatore argentino
- 1978 - David Coulibaly, ex calciatore francese
- 1978 - Raúl Estévez, ex calciatore argentino
- 1978 - Hernán Rodrigo López, allenatore di calcio e ex calciatore uruguaiano
- 1978 - Inge André Olsen, ex calciatore norvegese
- 1978 - Zekirija Ramadani, allenatore di calcio e ex calciatore macedone
- 1978 - Sven Schmid, schermidore tedesco
- 1979 - Georges Ba, ex calciatore ivoriano
- 1979 - Quinton Jacobs, ex calciatore namibiano
- 1979 - Meherban Karim, alpinista pakistano († 2008)
- 1979 - Morten Larsen, ex calciatore danese
- 1979 - Silvia Mazzoni, ex cestista italiana
- 1979 - Melendi, cantante spagnolo
- 1979 - Élodie Navarre, attrice, doppiatrice e regista francese
- 1979 - Brian O'Driscoll, ex rugbista a 15 irlandese
- 1979 - Angelko Panov, ex calciatore macedone
- 1979 - Sebastian Schindzielorz, ex calciatore tedesco
- 1979 - Scott Tanner, attore pornografico statunitense
- 1979 - Arda Vekiloğlu, ex cestista e allenatore di pallacanestro turco
- 1980 - Mostyn Beui, calciatore salomonese
- 1980 - Rhian Dodds, ex calciatore scozzese
- 1980 - Troy Dumais, tuffatore statunitense
- 1980 - Karsten Forsterling, canottiere australiano
- 1980 - La Húngara, cantante spagnola
- 1980 - Dave Kitson, allenatore di calcio e ex calciatore inglese
- 1980 - Lee Kyung-won, giocatrice di badminton sudcoreana
- 1980 - Austin McCann, ex calciatore scozzese
- 1980 - Kevin James McKenna, allenatore di calcio e ex calciatore canadese
- 1980 - Nana Mizuki, doppiatrice e cantante giapponese
- 1980 - Alexander Os, ex biatleta norvegese
- 1980 - Xavier Pons, pilota di rally spagnolo
- 1980 - Mari Possa, attrice pornografica e personaggio televisivo salvadoregna
- 1980 - Jeff Powers, pallanuotista statunitense
- 1980 - Brie Rippner, ex tennista statunitense
- 1980 - Bratislav Ristić, ex calciatore serbo
- 1980 - Ceri Sweeney, rugbista a 15 gallese
- 1981 - Ignacio Canto, schermidore spagnolo
- 1981 - Gillian Chung, cantante e attrice cinese
- 1981 - Martin Dvořák, pentatleta ceco
- 1981 - Ivan Ergić, ex calciatore serbo
- 1981 - Roberto Guana, allenatore di calcio e ex calciatore italiano
- 1981 - Dany Heatley, ex hockeista su ghiaccio canadese
- 1981 - Jung Ryeo-won, attrice e cantante sudcoreana
- 1981 - Izabella Miko, attrice statunitense
- 1981 - Slimus, rapper russo
- 1981 - Welington Reginaldo dos Santos, ex cestista brasiliano
- 1981 - Shawn Redhage, ex cestista statunitense
- 1981 - Josh Riley, politico statunitense
- 1981 - David F. Sandberg, regista svedese
- 1981 - Michel Teló, cantautore, compositore e ballerino brasiliano
- 1981 - Serdar Özer, attore turco
- 1982 - Giuseppe Andaloro, pianista italiano
- 1982 - Yannick Bapupa, ex calciatore congolese (Repubblica Democratica del Congo)
- 1982 - Richard Blanco, calciatore e giocatore di calcio a 5 venezuelano
- 1982 - Patricia Contreras, schermitrice venezuelana
- 1982 - Ben Idrissa Derme, calciatore burkinabé († 2016)
- 1982 - Tome Faisi, calciatore salomonese
- 1982 - Adriano Ferreira Martins, ex calciatore brasiliano
- 1982 - Kokouvi Pedomey, ex calciatore togolese
- 1982 - Nicolas Mahut, tennista francese
- 1982 - Sarah Ourahmoune, pugile francese
- 1982 - Simon Rolfes, ex calciatore tedesco
- 1982 - Petr Vampola, hockeista su ghiaccio ceco
- 1982 - Pierpaolo Verga, produttore cinematografico italiano
- 1982 - Dean Whitehead, allenatore di calcio e ex calciatore inglese
- 1982 - Mike Williams, ex cestista statunitense
- 1982 - Toni Rakkaen, attore e modello thailandese
- 1983 - Alex Acker, ex cestista e allenatore di pallacanestro statunitense
- 1983 - Monique Adamczak, tennista australiana
- 1983 - Anestīs Anastasiadīs, ex calciatore greco
- 1983 - Iván Borghello, ex calciatore argentino
- 1983 - Svetlana Chodčenkova, attrice e modella russa
- 1983 - Xane d'Almeida, cestista francese
- 1983 - Ranko Despotović, ex calciatore serbo
- 1983 - Rapsody, rapper statunitense
- 1983 - Javier González, pallavolista cubano
- 1983 - Marieke van den Ham, pallanuotista olandese
- 1983 - Tinna Hoffman, ballerina e personaggio televisivo danese
- 1983 - Stefan Larsson, ex calciatore e allenatore di calcio svedese
- 1983 - Asael Lubotzky, medico, scrittore e ex militare israeliano
- 1983 - Maryse, wrestler, personaggio televisivo e attrice canadese
- 1983 - Lulama Musti De Gennaro, pallavolista italiana
- 1983 - Billy Mwanza, calciatore zambiano
- 1983 - Paula Prendes, attrice, conduttrice televisiva e giornalista spagnola
- 1983 - Álvaro Quirós, golfista spagnolo
- 1983 - Július Sabo, pallavolista slovacco
- 1983 - Francesca Segat, ex nuotatrice italiana
- 1983 - Saša Stojanović, ex calciatore serbo
- 1983 - Wes Streeting, politico britannico
- 1983 - Kelly VanderBeek, ex sciatrice alpina canadese
- 1983 - Victor Leandro Bagy, ex calciatore brasiliano
- 1983 - Moritz Volz, allenatore di calcio, dirigente sportivo e ex calciatore tedesco
- 1984 - Can Arat, ex calciatore turco
- 1984 - David Bell, allenatore di calcio e ex calciatore irlandese
- 1984 - Leonardo Burián, calciatore uruguaiano
- 1984 - Amy Cragg, maratoneta e mezzofondista statunitense
- 1984 - Luke Grimes, attore statunitense
- 1984 - David Harris, giocatore di football americano statunitense
- 1984 - Cyril Kali, allenatore di calcio e ex calciatore francese
- 1984 - Dejan Milovanović, ex calciatore serbo
- 1984 - Wes Morgan, ex calciatore inglese
- 1984 - Haloti Ngata, ex giocatore di football americano tongano
- 1984 - Sativa Rose, ex attrice pornografica messicana
- 1984 - Alex Sherman, wrestler moldavo
- 1984 - Luis Ricardo, calciatore brasiliano
- 1984 - Sebastian Szałachowski, ex calciatore polacco
- 1984 - Shira Vilensky, attrice israeliana
- 1985 - Aukusitino Aitupe, calciatore samoano
- 1985 - Markus Berger, ex calciatore austriaco
- 1985 - Artur Beterbiev, pugile russo
- 1985 - Magda Culotta, politica italiana
- 1985 - Nick Gehlfuss, attore statunitense
- 1985 - Salvatore Giunta, militare statunitense
- 1985 - Sergej Grankin, pallavolista russo
- 1985 - Yumi Hara, doppiatrice giapponese
- 1985 - Lee Hardcastle, animatore, regista e sceneggiatore britannico
- 1985 - Borja Jiménez, allenatore di calcio spagnolo
- 1985 - Aura Dione, cantautrice danese
- 1985 - Saša Pivovarova, supermodella russa
- 1985 - Ri Se-gwang, ginnasta nordcoreano
- 1985 - Rodrigo San Miguel, ex cestista spagnolo
- 1985 - Dmitrij Sokolov, ex cestista russo
- 1985 - Ryan Suter, hockeista su ghiaccio statunitense
- 1986 - Chuckie Akenz, rapper canadese
- 1986 - César Arzo, ex calciatore spagnolo
- 1986 - Edson Barboza, artista marziale misto brasiliano
- 1986 - Patrick Cregg, calciatore irlandese
- 1986 - Luigi Di Capua, attore, sceneggiatore e comico italiano
- 1986 - Alexandre Luiz Fernandes, calciatore brasiliano
- 1986 - João Gomes Júnior, nuotatore brasiliano
- 1986 - Uasila'a Heleta, calciatore samoano americano
- 1986 - Peyton Hillis, giocatore di football americano statunitense
- 1986 - Shōta Horie, rugbista a 15 giapponese
- 1986 - Roger Joe, calciatore vanuatuano
- 1986 - Phil Loadholt, ex giocatore di football americano statunitense
- 1986 - Javi López, calciatore spagnolo
- 1986 - Gina Mambrú, pallavolista dominicana
- 1986 - Mariusz Prudel, giocatore di beach volley polacco
- 1986 - Jonathan Quick, hockeista su ghiaccio statunitense
- 1986 - Gabriel Rivas, ex sciatore alpino francese
- 1986 - Sushant Singh Rajput, attore e ballerino indiano († 2020)
- 1986 - Mike Taylor, ex cestista statunitense
- 1986 - Charles Thomas, cestista statunitense
- 1986 - Luka Tiodorović, ex calciatore montenegrino
- 1986 - Anthony Vereen, ex cestista e allenatore di pallacanestro statunitense
- 1986 - Óscar Vílchez, calciatore peruviano
- 1987 - Giannīs Athanasoulas, cestista greco
- 1987 - Jeffrey Ballard, attore e doppiatore canadese
- 1987 - Alessandro Bernardini, ex calciatore italiano
- 1987 - Oskars Bārtulis, hockeista su ghiaccio lettone
- 1987 - Pablo Caballero González, ex calciatore uruguaiano
- 1987 - Augustine Choge, mezzofondista keniota
- 1987 - Andrei Cojocari, calciatore moldavo
- 1987 - Brandon Crawford, giocatore di baseball statunitense
- 1987 - Alexander Dercho, ex calciatore tedesco
- 1987 - Henrico Drost, ex calciatore olandese
- 1987 - Jeroen Drost, ex calciatore olandese
- 1987 - Liam Feeney, ex calciatore inglese
- 1987 - Mickaël Gaffoor, calciatore francese
- 1987 - Aida Hadžialić, politica svedese
- 1987 - Stig Hopsdal, giocatore di calcio a 5 e calciatore norvegese
- 1987 - Will Johnson, ex calciatore canadese
- 1987 - Shaun Keeling, canottiere sudafricano
- 1987 - Kevin Kratz, ex calciatore tedesco
- 1987 - Mulopo Kudimbana, calciatore belga
- 1987 - Joe Ledley, ex calciatore gallese
- 1987 - Walter McFadden, giocatore di football americano statunitense
- 1987 - Danny Munyau, calciatore zambiano
- 1987 - Goran Paracki, calciatore croato
- 1987 - Dominik Roels, ex ciclista su strada e pistard tedesco
- 1987 - Sun Shengnan, ex tennista cinese
- 1987 - Alessandra Visconti, ex cestista italiana
- 1987 - Ikumi Yoshimatsu, modella giapponese
- 1987 - Maša Zec Peškirič, tennista slovena
- 1988 - Morhad Amdouni, mezzofondista e maratoneta francese
- 1988 - Juryj Astravuch, ex calciatore bielorusso
- 1988 - Lorenzo Bonetti, ex pallavolista italiano
- 1988 - Jocelyn Charette, ex calciatrice statunitense
- 1988 - Ashton Eaton, ex multiplista statunitense
- 1988 - Rolands Freimanis, cestista lettone
- 1988 - Vanessa Hessler, attrice e modella italiana
- 1988 - Aleksandar Lazevski, calciatore macedone
- 1988 - Ángel Mena, calciatore ecuadoriano
- 1988 - Jessica Migliorini, calciatrice italiana
- 1988 - João Paulo da Silva Araújo, calciatore brasiliano
- 1988 - Francesco Maria Rubano, politico italiano
- 1988 - Bojan Šarčević, cestista bosniaco
- 1988 - DeShawn Sims, cestista statunitense
- 1988 - Pieter Timmers, ex nuotatore belga
- 1988 - Nemanja Tomić, ex calciatore serbo
- 1988 - Ben Turner, ex calciatore inglese
- 1988 - Valérie Tétreault, ex tennista canadese
- 1988 - Lisván Valdés, cestista cubano
- 1988 - Wu Hanxiong, schermidore cinese
- 1989 - Cornelius Adler, ex cestista tedesco
- 1989 - Arash Afshin, ex calciatore iraniano
- 1989 - Murilo de Almeida, ex calciatore brasiliano
- 1989 - Doğuş Balbay, ex cestista turco
- 1989 - Kayla Banwarth, allenatrice di pallavolo e ex pallavolista statunitense
- 1989 - Attila Busai, ex calciatore ungherese
- 1989 - Aslan Darabayev, calciatore kazako
- 1989 - Daniel Dimov, calciatore bulgaro
- 1989 - Férébory Doré, ex calciatore congolese (Repubblica del Congo)
- 1989 - Sergej Fesikov, ex nuotatore russo
- 1989 - Guðmundur Reynir Gunnarsson, ex calciatore islandese
- 1989 - Justin Houston, giocatore di football americano statunitense
- 1989 - Henrix Mxit'aryan, calciatore armeno
- 1989 - Ken André Olimb, hockeista su ghiaccio norvegese
- 1989 - Matteo Pelucchi, ex ciclista su strada e pistard italiano
- 1989 - Zhang Shuai, tennista cinese
- 1990 - Diogo Amado, calciatore portoghese
- 1990 - Carlos Berna González, ex sollevatore colombiano
- 1990 - Hanni Beronius, modella svedese
- 1990 - Andrij Bohdanov, calciatore ucraino
- 1990 - Maxime Chanot, calciatore francese
- 1990 - Christoph Freitag, ex calciatore austriaco
- 1990 - Jarosław Mokros, cestista polacco
- 1990 - Nyasha Mushekwi, calciatore zimbabwese
- 1990 - Knowledge Musona, calciatore zimbabwese
- 1990 - Giovanni Nanguy, giocatore di football americano ivoriano
- 1990 - Bruno Pascua, calciatore spagnolo
- 1990 - Tat'jana Petrušina, cestista russa
- 1990 - Doni Tata Pradita, pilota motociclistico indonesiano
- 1990 - Kelly Rohrbach, modella e attrice statunitense
- 1990 - Jacob Smith, attore statunitense
- 1990 - André Martins, ex calciatore portoghese
- 1990 - Morten Wermåker, giocatore di calcio a 5 e ex calciatore norvegese
- 1991 - Ali Al-Busaidi, calciatore omanita
- 1991 - Tiegbe Bamba, ex cestista francese
- 1991 - Nikita Barinov, cestista russo
- 1991 - Marco Bortolotti, tennista italiano
- 1991 - Julian Börner, calciatore tedesco
- 1991 - Javier Calvo, attore spagnolo
- 1991 - Martin Dorbek, cestista estone
- 1991 - Mychajlo Fedorov, politico ucraino
- 1991 - Mohammad Ghadir, calciatore israeliano
- 1991 - Ana Gros, pallamanista slovena
- 1991 - Jan Hirt, ciclista su strada ceco
- 1991 - Oleksandr Hordijenko, judoka ucraino
- 1991 - Casey McQuiston, scrittrice statunitense
- 1991 - Mateusz Mika, pallavolista polacco
- 1991 - Quirin Moll, calciatore tedesco
- 1991 - Yozually Ortíz, pallavolista portoricana
- 1991 - Alfredo Ortuño, calciatore spagnolo
- 1991 - Marta Pagnini, ex ginnasta italiana
- 1991 - Lucía Ramos, attrice spagnola
- 1991 - Craig Roberts, attore, regista e sceneggiatore britannico
- 1991 - Luis Alfonso Rodríguez, calciatore messicano
- 1991 - Yunus Sarı, taekwondoka turco
- 1991 - Jasir Selmani, ex calciatore macedone
- 1991 - Brittany Tiplady, attrice canadese
- 1991 - Jacopo Troiani, cantautore e attore italiano
- 1991 - Brandon Watts, ex giocatore di football americano statunitense
- 1992 - Josué Albert, calciatore francese
- 1992 - Bilal Belhimer, judoka algerino
- 1992 - Sven Erik Bystrøm, ciclista su strada norvegese
- 1992 - Mathías Calfani, cestista uruguaiano
- 1992 - Verónica Cepede Royg, tennista paraguaiana
- 1992 - James Duckworth, tennista australiano
- 1992 - Eli Elbaz, calciatore israeliano
- 1992 - Seantrel Henderson, giocatore di football americano statunitense
- 1992 - Sebastien Ibeagha, calciatore nigeriano
- 1992 - Kwame Karikari, calciatore ghanese
- 1992 - Nicolás Mezquida, calciatore uruguaiano
- 1992 - Logan O'Brien, attore e cantante statunitense
- 1992 - Artūrs Plēsnieks, sollevatore lettone
- 1992 - Ozealisson Santos Gomes, calciatore brasiliano
- 1992 - Roland Szolnoki, calciatore ungherese
- 1992 - Marija Vuković, altista montenegrina
- 1992 - Ronwen Williams, calciatore sudafricano
- 1993 - Irene Baldessari, mezzofondista italiana
- 1993 - Michael Brouwer, calciatore olandese
- 1993 - Cris Cab, cantante statunitense
- 1993 - Mohamed Chibi, calciatore marocchino
- 1993 - Erbil Eroğlu, ex cestista turco
- 1993 - Karma Rx, ex attrice pornografica statunitense
- 1993 - Menelaos Kokkinakīs, pallavolista greco
- 1993 - Muralha, calciatore brasiliano
- 1993 - Judikael Magique, calciatore ivoriano
- 1993 - Clément Mignon, ex nuotatore francese
- 1993 - Lorenzo Nista, schermidore italiano
- 1993 - Salem Rashid, calciatore emiratino
- 1993 - Chiara Pierobon, ciclista su strada e pistard italiana († 2015)
- 1993 - Jordan Richards, giocatore di football americano statunitense
- 1993 - Tuval Shafir, attore israeliano
- 1993 - Wincent Weiss, cantante tedesco
- 1993 - Jarvis Williams, cestista statunitense
- 1993 - Megan Wynne, calciatrice gallese
- 1994 - Amin Affane, ex calciatore svedese
- 1994 - Igor' Byčkov, pallanuotista bielorusso
- 1994 - Keefer Joyce, bobbista e ex velocista canadese
- 1994 - Kang Seung-yoon, cantante, cantautore e compositore sudcoreano
- 1994 - Kaxe, calciatore spagnolo
- 1994 - Marny Kennedy, attrice australiana
- 1994 - Kim Sei-young, golfista sudcoreana
- 1994 - Toni Kuusela, giavellottista finlandese
- 1994 - Kwon Chung-hyok, calciatore nordcoreano
- 1994 - Fredrik Landén, allenatore di calcio e ex calciatore svedese
- 1994 - Reinildo Mandava, calciatore mozambicano
- 1994 - Addison McDowell, politico statunitense
- 1994 - Linda Nyman, calciatrice finlandese
- 1994 - Zsanett Németh, lottatrice ungherese
- 1994 - Simone Pasa, calciatore italiano
- 1994 - Laura Robson, opinionista e ex tennista britannica
- 1994 - Katarzyna Rusin, ex snowboarder polacca
- 1994 - Booboo Stewart, attore e cantante statunitense
- 1994 - Azamat Tuskaev, lottatore russo
- 1994 - Zhang Wanqiong, sollevatrice cinese
- 1995 - Emiliano Agüero, calciatore argentino
- 1995 - Chloe Arthur, calciatrice britannica
- 1995 - Luke Bambridge, ex tennista britannico
- 1995 - Julija Belorukova, fondista russa
- 1995 - Bernardo Cerezo, calciatore cileno
- 1995 - Mesu Dolokoto, rugbista a 15 figiano
- 1995 - Jake Elliott, giocatore di football americano statunitense
- 1995 - Patrick Erras, calciatore tedesco
- 1995 - Kupono Fey, pallavolista statunitense
- 1995 - Tim Hölscher, calciatore tedesco
- 1995 - Marine Johannès, cestista francese
- 1995 - Darin Johnson, cestista statunitense
- 1995 - Alanna Kennedy, calciatrice australiana
- 1995 - Nguyễn Công Phượng, calciatore vietnamita
- 1995 - Miriama Senokonoko, velocista figiana
- 1995 - Antonio Senzatela, giocatore di baseball venezuelano
- 1995 - Martina Sinigalia, schermitrice italiana
- 1995 - Alejandro Speitzer, attore messicano
- 1996 - Marco Asensio, calciatore spagnolo
- 1996 - Marcos Astina, calciatore argentino
- 1996 - Catherine Hurlin, danzatrice statunitense
- 1996 - Marc Jurczyk, pistard tedesco
- 1996 - Aldo Kalulu, calciatore francese
- 1996 - Kyle Kitchens, giocatore di football americano statunitense
- 1996 - Jorge Lendeborg Jr., attore dominicano
- 1996 - Félix Michel, ex cestista francese
- 1996 - Bede Amarachi Osuji, calciatore nigeriano
- 1996 - Cristian Pavón, calciatore argentino
- 1996 - Darral Willis, cestista statunitense
- 1996 - Florian Wilmsmann, sciatore freestyle tedesco
- 1996 - Daniel dos Anjos, calciatore brasiliano
- 1997 - Mihai Apostol, calciatore moldavo
- 1997 - Matthew August, pallavolista e allenatore di pallavolo statunitense
- 1997 - Simone Benedettini, calciatore sammarinese
- 1997 - Bryan Bentaberry, calciatore uruguaiano
- 1997 - Steph De Lander, wrestler australiana
- 1997 - Mamadi Diakité, cestista guineano
- 1997 - Clint Essers, calciatore olandese
- 1997 - Šachban Gajdarov, calciatore russo
- 1997 - Mikkel Honoré, ciclista su strada danese
- 1997 - Doral Moore, cestista statunitense
- 1997 - Luis Paradela, calciatore cubano
- 1997 - Jeremy Shada, attore, doppiatore e cantante statunitense
- 1997 - L'Jarius Sneed, giocatore di football americano statunitense
- 1997 - Claudio Spinelli, calciatore argentino
- 1997 - Ilia Topuria, artista marziale misto georgiano
- 1997 - Martynas Varnas, cestista lituano
- 1998 - Chloe Adams, cantante inglese
- 1998 - Darryn Binder, pilota motociclistico sudafricano
- 1998 - Pervis Estupiñán, calciatore ecuadoriano
- 1998 - Robin Fellhauer, calciatore tedesco
- 1998 - Salvador Ferrer, calciatore spagnolo
- 1998 - Mamadou Fofana, calciatore maliano
- 1998 - Blake Gillikin, giocatore di football americano statunitense
- 1998 - Filip Havelka, calciatore ceco
- 1998 - Ivan Kaljužnyj, calciatore ucraino
- 1998 - Fatih Kuruçuk, calciatore turco
- 1998 - Miroslav Maričić, calciatore serbo
- 1998 - Cristian Martín, calciatore uruguaiano
- 1998 - David Martínez, calciatore argentino
- 1998 - Josh Metellus, giocatore di football americano statunitense
- 1998 - Olisa Ndah, calciatore nigeriano
- 1998 - Maksim Nedasekaŭ, altista bielorusso
- 1998 - Ragnar Oratmangoen, calciatore indonesiano
- 1998 - Lorenzo Penna, cestista italiano
- 1998 - Joshua Pérez, calciatore salvadoregno
- 1998 - Mikdat Sevler, ostacolista turco
- 1998 - Borna Sosa, calciatore croato
- 1998 - Luca Valussi, cestista argentino
- 1998 - Fran Álvarez, calciatore spagnolo
- 1999 - Brionne Butler, pallavolista statunitense
- 1999 - Pontus Dahlberg, calciatore svedese
- 1999 - Francisco Ginella, calciatore uruguaiano
- 1999 - Artëm Golubev, calciatore russo
- 1999 - Rayan Helal, pistard francese
- 1999 - Alisha Lehmann, calciatrice svizzera
- 1999 - Ivan Lomaev, calciatore russo
- 1999 - Leonardo Lukačević, calciatore austriaco
- 1999 - Arne Marit, ciclista su strada belga
- 1999 - Kyle McAllister, calciatore scozzese
- 1999 - Quintin Morris, giocatore di football americano statunitense
- 1999 - María Fernanda Murillo, altista colombiana
- 1999 - Mykola Musolitin, calciatore ucraino
- 1999 - Ljubov' Nikitina, sciatrice freestyle russa
- 1999 - Dana Rettke, pallavolista statunitense
- 1999 - Doğukan Sinik, calciatore turco
- 1999 - Dominik Takáč, calciatore slovacco
- 1999 - Zé Gabriel, calciatore brasiliano
- 1999 - Amar Ćatić, calciatore bosniaco
- 1999 - Kacper Żuk, tennista polacco
- 1999 - Patrik Žitný, calciatore ceco
- 2000 - Jules Bernard, cestista statunitense
- 2000 - Serena Gray, pallavolista statunitense
- 2000 - Quinaceo Hunt, calciatore bermudiano
- 2000 - Rildo, calciatore brasiliano
- 2000 - Sarah van Aalen, pallavolista olandese

## XXI secolo(40)
- 2001 - Il'ja Agapov, calciatore russo
- 2001 - Mason Briggs, pallavolista statunitense
- 2001 - Jackson Brundage, attore statunitense
- 2001 - Jonas Buer, sciatore alpino norvegese
- 2001 - Haley Cunningham, sciatrice alpina canadese
- 2001 - Pedro Malheiro, calciatore portoghese
- 2001 - Griff, cantante britannica
- 2001 - Víctor Mollejo, calciatore spagnolo
- 2001 - Timofej Skatov, tennista russo
- 2001 - Anastasija Tichonova, tennista russa
- 2002 - Ackeem Blake, velocista giamaicano
- 2002 - Moussa Diabaté, cestista francese
- 2002 - Roland Idowu, calciatore irlandese
- 2002 - Adam Kejval, cestista ceco
- 2002 - Ken Nkuba, calciatore belga
- 2002 - Matteo Sartori, canottiere italiano
- 2002 - Zhou Shiyu, saltatrice con gli sci cinese
- 2003 - Romain Grégoire, ciclista su strada e ciclocrossista francese
- 2003 - Hannibal Mejbri, calciatore francese
- 2003 - Assémian Moularé, cestista francese
- 2003 - Aaron Ramsey, calciatore inglese
- 2003 - Sebastián Santos Rosales, calciatore messicano
- 2003 - Martin Vitík, calciatore ceco
- 2004 - Ramiro Di Luciano, calciatore argentino
- 2004 - Ingrid Alexandra di Norvegia, principessa norvegese
- 2004 - Frederik Svane, scacchista tedesco
- 2005 - Trévis Dago, calciatore francese
- 2005 - Lukas Krauss, sciatore alpino tedesco
- 2005 - Elisa Pizzini, tuffatrice italiana
- 2005 - Diego Porcel, calciatore argentino
- 2005 - Jorne Spileers, calciatore belga
- 2005 - IShowSpeed, youtuber statunitense
- 2006 - Kees Smit, calciatore olandese
- 2006 - Ruslan Šumans'kyj, combinatista nordico ucraino
- 2007 - Kennedi Clements, attrice canadese
- 2007 - Luke Littler, giocatore di freccette inglese
- 2007 - Anastasia Sidorina, nuotatrice artistica russa
- 2009 - Lior Makmel, nuotatrice artistica israeliana
- 2011 - Lía Cueva, tuffatrice messicana
- 2011 - Mía Cueva, tuffatrice messicana

## Senza anno specificato(1)
- Cornelis van Poelenburch, pittore olandese († 1667)